# Hisao Kotaki
Hisao Kotaki (japonsky 小滝久雄, Kotaki Hisao; 7. listopadu 1901 – 7. dubna 1945) byl důstojníkem japonského císařského námořnictva za druhé světové války. Přihlásil se do 50. běhu japonské císařské námořní akademie (海軍兵学校, Kaigun heigakkó), kterou ukončil v roce 1922 jako 231. z 272 kadetů. Během své kariéry u císařského námořnictva dosáhl hodnosti daisa (大佐 ~ námořní kapitán). Padl jako velitel 21. kučikutai (駆逐隊 ~ divize torpédoborců) na palubě torpédoborce Asašimo během operace Ten-gó a posmrtně byl povýšen o jeden stupeň na šóšó (少将 ~ kontradmirál).

## Kariéra
Od 10. prosince 1928 do 1. prosince 1931 zastával jako tai'i (大尉 ~ poručík) post dělostřeleckého důstojníka na torpédoborci Namikaze. Od 15. listopadu do konce listopadu 1936 velel minolovce č. 4. Již jako šósa (少佐 ~ korvetní kapitán) pak od 1. prosince 1936 do 9. prosince 1937 velel torpédoborci druhé třídy Kuretake. Dne 1. listopadu 1939 se ujal pozice navigačního důstojníka na těžkém křižníku Haguro, kterou vykonával až do 25. září 1940.
Dne 25. března 1945 se jako daisa stal velitelem 21. kučikutai – nesourodé jednotky složené ze tří torpédoborců, z nichž každý byl posledním ve své třídě: Asašimo, Kasumi a Hacušimo. Počátkem dubna se jako velitel 21. kučikutai na Asašimo zúčastnil operace Ten-gó – sebevražedného výpadu bitevní lodě Jamato proti spojeneckým jednotkám u Okinawy.
Před vyplutím se 5. dubna 1945 zúčastnil konference na palubě lehkého křižníku Jahagi, na které si velitel 2. suirai sentai (水雷戦隊 ~ eskadra torpédoborců) šóšó Keizó Komura přál vyslechnout názory svých podřízených na plánovanou operaci. Téměř všichni přítomní byli proti a Tameiči Hara (tehdejší velitel Jahagi) později vzpomíná na argumenty, které přednesl Kotaki:
| „ | Souhlasím se Šintanim. Nejvyšší velení se hrubě mýlí již několik měsíců. Proč musíme my, kdož jsme prošli mnoha bitvami, slepě následovat bandu nezkušených vůdců? Proč nejsme vyzváni, abychom přišli s vlastním návrhem založeným na praktických zkušenostech? | “ |

Následující den Kotaki vyplul spolu s ostatními k Okinawě. Dopoledne 7. dubna se na Asašimo projevily problémy s pohonem a torpédoborec zůstal pozadu. Odpoledne téhož dne se osamocený Asašimo stal terčem dvou útoků amerických palubních letounů a potopil se i s celou posádkou a velitelem 21. kučikutai.